# Monety kolekcjonerskie III RP w 2009
W 2009 roku Narodowy Bank Polski wyemitował 24 monety kolekcjonerskie: 17 srebrnych oraz 7 złotych. Po raz pierwszy zostały wyemitowane monety o nietypowym nominale 37 złotych oraz 25 złotych.
Od tego roku wszystkie monety oraz banknoty są dystrybuowane poprzez internetowy system aukcyjny Kolekcjoner. Dotychczas cena emisyjna była ustalana przez emitenta, a po wprowadzeniu nowego systemu cena kształtuje się według ofert złożonych przez kolekcjonerów.

## Spis monet
| Moneta                                                                                             | Nominał     | Stop                                                       | Średnica (mm) | Masa (g)    | Nakład  | Data emisji     | Projektant                        | Wizerunek    |
| -------------------------------------------------------------------------------------------------- | ----------- | ---------------------------------------------------------- | ------------- | ----------- | ------- | --------------- | --------------------------------- | ------------ |
| Husarz XVII wiek Seria: Historia Jazdy Polskiej                                                    | 10 złotych  | Ag 925                                                     | 32 x 22,4     | 14,14       | 100 000 | 23 stycznia     | Andrzej Nowakowski                | Awers Rewers |
| Husarz XVII wiek Seria: Historia Jazdy Polskiej                                                    | 10 złotych  | Moneta w kształcie klipy prostokątnej.                     |               |             |         |                 |                                   |              |
| Husarz XVII wiek Seria: Historia Jazdy Polskiej                                                    | 200 złotych | Au 900                                                     | 27            | 15,5        | 10 500  | 23 stycznia     | Andrzej Nowakowski                | Awers Rewers |
| \| 90. rocznica utworzenia Najwyższej Izby Kontroli                                                | 10 złotych  | Ag 925                                                     | 32            | 14,14       | 100 000 | 6 lutego        | Urszula Walerzak                  | Awers Rewers |
| \| 90. rocznica utworzenia Najwyższej Izby Kontroli                                                | 10 złotych  | Moneta z hologramem                                        |               |             |         |                 |                                   |              |
| 180 lat bankowości centralnej w Polsce                                                             | 10 złotych  | Ag 925                                                     | 32            | 14,14       | 92 000  | 30 marca        | Ewa Tyc-Karpińska                 | Awers Rewers |
| 180 lat bankowości centralnej w Polsce                                                             | 200 złotych | Au 900                                                     | 27            | 15,5        | 8500    | 30 marca        | Ewa Tyc-Karpińska                 | Awers Rewers |
| Jaszczurka zielona (łac. Lacerta viridis) Seria: Zwierzęta Świata                                  | 20 złotych  | Ag 925                                                     | 38,61         | 28,28       | 100 000 | 21 kwietnia     | Ewa Tyc-Karpińska Robert Kotowicz | Awers Rewers |
| Wybory 4 czerwca 1989 r.                                                                           | 10 złotych  | Ag 925                                                     | 32            | 14,14       | 100 000 | 3 czerwca       | Urszula Walerzak                  | Awers Rewers |
| Wybory 4 czerwca 1989 r.                                                                           | 10 złotych  | Moneta z farbą: czerwona i różne odcienie szarości         |               |             |         |                 |                                   |              |
| Wybory 4 czerwca 1989 r.                                                                           | 25 złotych  | Au 900                                                     | 12            | 1           | 40 000  | 3 czerwca       | Urszula Walerzak                  | Awers Rewers |
| Wybory 4 czerwca 1989 r.                                                                           | 200 złotych | Au 900                                                     | 27            | 15,5        | 10 000  | 3 czerwca       | Urszula Walerzak                  | Awers Rewers |
| Czesław Niemen Seria: Historia Polskiej Muzyki Rozrywkowej                                         | 10 złotych  | Ag 925                                                     | 32            | 28,2 x 28,2 | 100 000 | 19 czerwca      | Robert Kotowicz                   | Awers Rewers |
| Czesław Niemen Seria: Historia Polskiej Muzyki Rozrywkowej                                         | 10 złotych  | Moneta w kształcie kwadratowej klipy                       |               |             |         |                 |                                   |              |
| Czesław Niemen Seria: Historia Polskiej Muzyki Rozrywkowej                                         | 10 złotych  | Ag 925                                                     | 32            | 14,14       | 100 000 | 19 czerwca      | Robert Kotowicz                   | Awers Rewers |
| 65. rocznica powstania warszawskiego – poeci warszawscy: Krzysztof Kamil Baczyński i Tadeusz Gajcy | 10 złotych  | Ag 925                                                     | 32            | 28,2 x 28,2 | 100 000 | 24 lipca        | Roussanka Nowakowska              | Awers Rewers |
| 65. rocznica powstania warszawskiego – poeci warszawscy: Krzysztof Kamil Baczyński i Tadeusz Gajcy | 10 złotych  | Rdzeń monety platerowany złotem Au 900.                    |               |             |         |                 |                                   |              |
| 65. rocznica powstania warszawskiego – poeci warszawscy: Krzysztof Kamil Baczyński i Tadeusz Gajcy | 10 złotych  | Ag 925                                                     | 32            | 14,4        | 100 000 | 24 lipca        | Roussanka Nowakowska              | Awers Rewers |
| 65. rocznica powstania warszawskiego – poeci warszawscy: Krzysztof Kamil Baczyński i Tadeusz Gajcy | 10 złotych  | Pierścień monety platerowany złotem Au 900.                |               |             |         |                 |                                   |              |
| 95. rocznica wymarszu Pierwszej Kompanii Kadrowej                                                  | 10 złotych  | Ag 925                                                     | 32            | 14,4        | 50 000  | 5 sierpnia      | Robert Kotowicz                   | Awers Rewers |
| 65. rocznica likwidacji getta w Łodzi                                                              | 20 złotych  | Ag 925                                                     | 38,61         | 18,28       | 50 000  | 19 sierpnia     | Ewa Tyc-Karpińska                 | Awers Rewers |
| 65. rocznica likwidacji getta w Łodzi                                                              | 20 złotych  | Moneta oksydowana                                          |               |             |         |                 |                                   |              |
| Wrzesień 1939 r.                                                                                   | 10 złotych  | Ag 925                                                     | 32            | 14,14       | 100 000 | 28 sierpnia     | Urszula Walerzak Wojciech Siudmak | Awers Rewers |
| Wrzesień 1939 r.                                                                                   | 200 złotych | Au 900                                                     | 27            | 15          | 10 500  | 28 sierpnia     | Dominika Karpińska-Kopiec         | Awers Rewers |
| 100. rocznica powstania TOPR                                                                       | 10 złotych  | Ag 925                                                     | 32            | 14,14       | 100 000 | 24 września     | Dominika Karpińska-Kopiec         | Awers Rewers |
| 100. rocznica powstania TOPR                                                                       | 10 złotych  | Logo na monecie w postaci tampodruku.                      |               |             |         |                 |                                   |              |
| 100. rocznica powstania TOPR                                                                       | 100 złotych | Au 900                                                     | 21            | 8           | 10 000  | 24 września     | Dominika Karpińska-Kopiec         | Awers Rewers |
| 100. rocznica powstania TOPR                                                                       | 100 złotych | Moneta z efektem kątowym                                   |               |             |         |                 |                                   |              |
| 25. rocznica męczeńskiej śmierci księdza Jerzego Popiełuszki                                       | 10 złotych  | Ag 925                                                     | 32            | 14,14       | 100 000 | 13 października | Grzegorz Pfeifer                  | Awers Rewers |
| 25. rocznica męczeńskiej śmierci księdza Jerzego Popiełuszki                                       | 10 złotych  | Moneta z cyrkonią w kształcie kropli krwi.                 |               |             |         |                 |                                   |              |
| 25. rocznica męczeńskiej śmierci księdza Jerzego Popiełuszki                                       | 37 złotych  | Au 900                                                     | 16            | 1,75        | 60 000  | 13 października | Grzegorz Pfeifer                  | Awers Rewers |
| Irena Sendlerowa, Zofia Kossak, siostra Matylda Getter Seria: Polacy ratujący Żydów                | 20 złotych  | Ag 925                                                     | 38,61         | 28,28       | 100 000 | 2 grudnia       | Roussanka Nowakowska              | Awers Rewers |
| Irena Sendlerowa, Zofia Kossak, siostra Matylda Getter Seria: Polacy ratujący Żydów                | 20 złotych  | Moneta w kształcie prostokątnej klipy oraz z tampodrukiem. |               |             |         |                 |                                   |              |
| Władysław Strzemiński (1893-1952) Seria: Polscy Malarze XIX/XX wieku                               | 20 złotych  | Ag 925                                                     | 40 x 28       | 28,28       | 100 000 | 7 grudnia       | Ewa Tyc-Karpińska                 | Awers Rewers |
| Władysław Strzemiński (1893-1952) Seria: Polscy Malarze XIX/XX wieku                               | 20 złotych  | Moneta z farbami: zieloną, czerwoną, żółtą i niebieską.    |               |             |         |                 |                                   |              |
| 70. rocznica utworzenia Polskiego Państwa Podziemnego                                              | 10 złotych  | Ag 925                                                     | 32            | 14,14       | 50 000  | 14 grudnia      | Urszula Walerzak                  | Awers Rewers |